# سارة جيلبرت (عالمة)
سارة كاثرين جيلبرت (بالإنجليزية: Sarah Catherine Gilbert)‏ (من مواليد أبريل 1962) هي أخصائية لقاحات بريطانية وأستاذة في علم اللقاحات بجامعة أكسفورد ومؤسس مشارك لشركة Vaccitech. جيلبرت متخصصة في تطوير لقاحات ضد الإنفلونزا ومسببات الأمراض الفيروسية الناشئة. قادت عملية تطوير واختبار لقاح الإنفلونزا الشامل، والذي خضع لتجارب سريرية في عام 2011. في أبريل 2020، زعمت جيلبرت أنه مع المزيد من التمويل، يمكنها تقديم لقاح كوفيد-19 بحلول سبتمبر 2020.

## النشأة والتعليم
التحقت جيلبرت بمدرسة كيترينج الثانوية، حيث أدركت أنها تريد العمل في الطب. تخرجت بدرجة بكالوريوس العلوم في العلوم البيولوجية من جامعة إيست أنجليا، وانتقلت إلى جامعة هل للحصول على الدكتوراه، حيث قامت بدراسة علم الوراثة والكيمياء الحيوية لخميرة رودوسبوريديوم.

## البحث والوظيفة
بعد حصولها على درجة الدكتوراه، عملت جيلبرت كباحثة ما بعد الدكتوراه في الصناعة في مؤسسة أبحاث صناعة التخمير قبل الانتقال إلى مركز ليستر الحيوي. انضمت جيلبرت إلى شركة Delta Biotechnology، وهي شركة أدوية بيولوجية مقرها في نوتنغهام. في عام 1994، عاد جيلبرت إلى الأوساط الأكاديمية، وانضمت إلى مختبر Adrian VS Hill، وقدمت بحثها المبكر التفاعلات بين العائل والطفيلي في الملاريا .أصبحت محاضرًا في علم اللقاحات بجامعة أكسفورد عام 2004. وعُينت أستاذة في معهد إدوارد جينر لأبحاث اللقاحات عام 2010. وبدعم من صندوق ويلكم، بدأ جيلبرت العمل على تصميم وإنشاء لقاحات جديدة ضد الإنفلونزا. تتناول أبحاثها على وجه الخصوص، التطوير والاختبار قبل السريري للقاحات الفيروسية، والتي تتضمن بروتينًا مُمْرضًا داخل فيروس آمن. تحفز هذه اللقاحات الفيروسية على استجابة الخلايا التائية، والتي يمكن استخدامها ضد الأمراض الفيروسية والملاريا والسرطان.

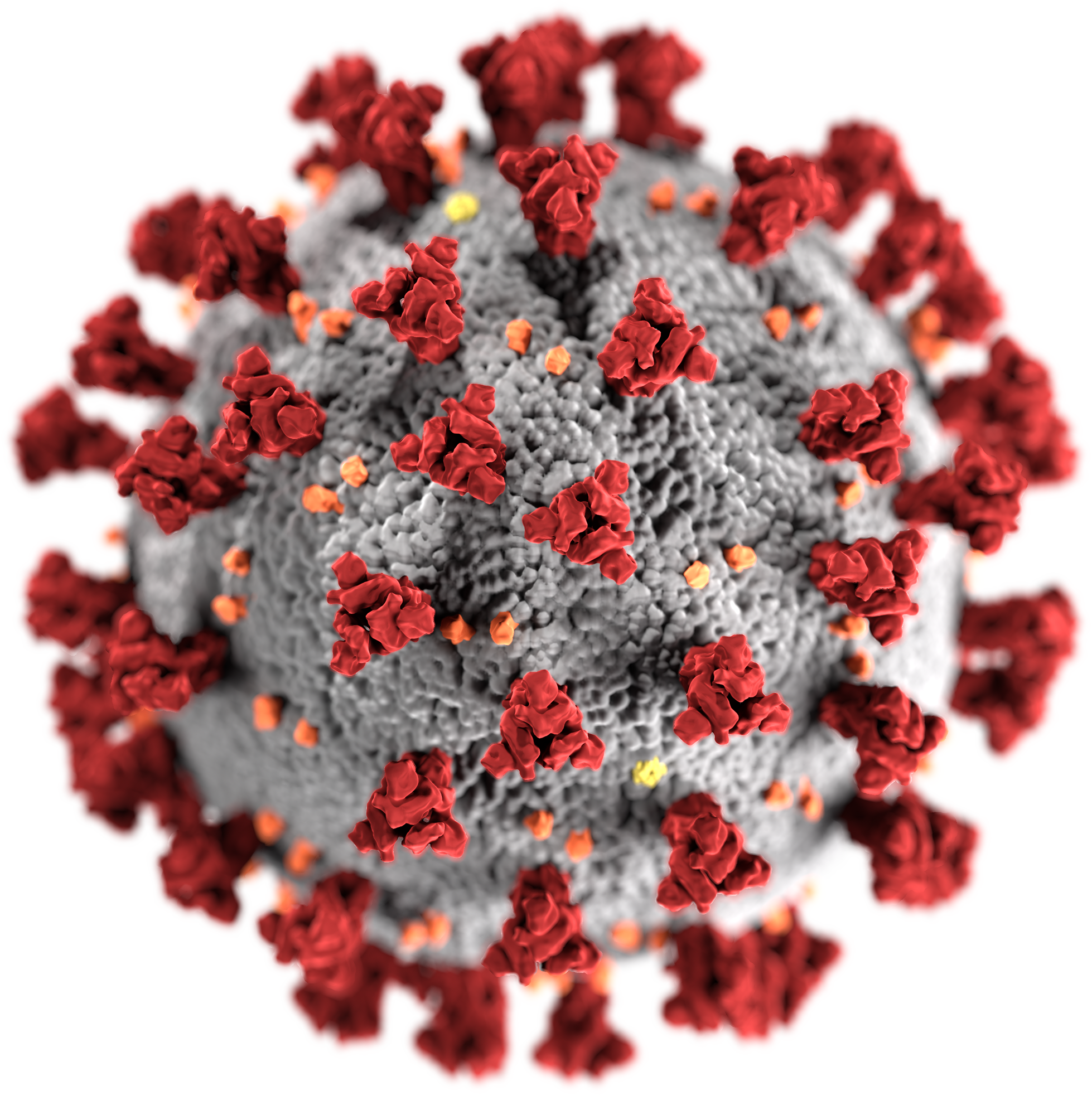
تمثيل رسومي لفيروس كورونا المرتبط بالمتلازمة التنفسية الحادة الشديدة النوع 2، الذي أنشأته مراكز السيطرة على الأمراض والوقاية منها، والذي يكشف عن مورفولوجيا البنية التحتية التي تظهرها فيروسات كورونا.

شاركت جيلبرت في تطوير واختبار لقاح الإنفلونزا الشامل. على عكس اللقاحات التقليدية، لم يحفز لقاح الإنفلونزا الشامل إنتاج الأجسام المضادة، ولكنه بدلاً من ذلك يحفز جهاز المناعة على تكوين الخلايا التائية الخاصة بالإنفلونزا. ويستخدم أحد البروتينات الأساسية (البروتين النووي وبروتين المصفوفة 1) داخل فيروس الأنفلونزا أ، وليس البروتينات الخارجية الموجودة على الغلاف الخارجي. نظرًا لضعف جهاز المناعة مع تقدم العمر، فإن التطعيمات التقليدية ليست فعالة لكبار السن. لا يحتاج لقاح الإنفلونزا الشامل إلى إعادة تنسيقه كل عام ويمنع الناس من الحاجة إلى لقاح الأنفلونزا الموسمية. استفادت أولى تجاربها السريرية، التي أجريت في عام 2008، من النوع الفرعي لفيروس الأنفلونزا أ H3N2، وشملت المراقبة اليومية لأعراض المريض. كانت الدراسة الأولى التي كان من الممكن تحفيز الخلايا التائية استجابة لفيروس الإنفلونزا، وأن هذا التحفيز سيحمي الناس من الإصابة بالأنفلونزا. أظهر بحثها أن الناقل الفيروسي الغدي ChAdOx1 يمكن استخدامه لصنع لقاحات تحمي الفئران من متلازمة الشرق الأوسط التنفسية (MERS) وقادرة على تحفيز الاستجابة المناعية ضد متلازمة الشرق الأوسط التنفسية لدى البشر. استُخدم نفس الناقل أيضًا لإنشاء لقاح ضد Nipah والذي كان فعالًا في الهامستر (ولكن لم يثبت أبدًا في البشر)، بالإضافة إلى لقاح محتمل لحمى الوادي المتصدع والذي كان وقائيًا للأغنام والماعز والماشية (ولكن لم يثبت في البشر).
شاركت جيلبرت في تطوير لقاح جديد للحماية من مرض فيروس كورونا منذ بداية جائحة فيروس كورونا. تقود العمل على مرشح اللقاح هذا جنبًا إلى جنب مع أندرو بولارد، وتيريزا لامبي، وساندي دوغلاس، وكاثرين جرين وأدريان هيل. كما هو الحال مع عملها السابق، يستخدم لقاح كوفيد-19 ناقلًا للفيروسات الغدية، والذي يحفز الاستجابة المناعية ضد بروتين ارتفاع الفيروس التاجي. أُعلن عن خطط لبدء الدراسات على الحيوانات في مارس 2020، وبدأ 510 متطوعًا بشريّا بالمشاركة في المرحلة الأولى/الثانية من التجربة في 27 مارس. في أبريل 2020، نُقل عن جيلبرت قولها إن لقاحها المرشح قد يكون متاحًا بحلول سبتمبر 2020، إذا سار كل شيء وفقًا للتجربة السريرية، التي تلقت تمويلًا من مصادر مثل تحالف ابتكارات التأهب الوبائي. في أبريل 2020، أجرى أندرو مار مقابلة معها حول التطورات على تلفزيون بي بي سي. بسبب أبحاث اللقاح التي أجرتها، في مايو 2020، ظهرت جيلبرت على قائمة ذا تايمز Science Power List.

### منشورات مختارة
وفقًا لـ جوجل سكولار، فإن جيلبرت لديها مؤشر إتش 80. تشمل منشوراتها ما يلي:
- Schneider، Jörg؛ Gilbert، Sarah C.؛ Blanchard، Tom J.؛ Hanke، Tomas؛ Robson، Kathryn J.؛ Hannan، Carolyn M.؛ Becker، Marion؛ Sinden، Robert؛ Smith، Geoffrey L. (1998). "Enhanced immunogenicity for CD8+ T cell induction and complete protective efficacy of malaria DNA vaccination by boosting with modified vaccinia virus Ankara". Nature Medicine. ج. 4 ع. 4: 397–402. DOI:10.1038/nm0498-397. ISSN:1078-8956. PMID:9546783.
- McShane، H؛ Pathan، A A؛ Sander، C R؛ Keating، S M؛ Gilbert، S C؛ Huygen، K؛ Fletcher، H A؛ Hill، A V S (ديسمبر 2004). "Erratum: Recombinant modified vaccinia virus Ankara expressing antigen 85A boosts BCG-primed and naturally acquired antimycobacterial immunity in humans". Nature Medicine. ج. 10 ع. 12: 1397–1397. DOI:10.1038/nm1204-1397a. ISSN:1078-8956.
- McConkey, Samuel J.; Reece, William H. H.; Moorthy, Vasee S.; Webster, Daniel; Dunachie, Susanna; Butcher, Geoff; Vuola, Jenni M.; Blanchard, Tom J.; Gothard, Philip (2003). "Enhanced T-cell immunogenicity of plasmid DNA vaccines boosted by recombinant modified vaccinia virus Ankara in humans". Nature Medicine (بالإنجليزية). 9 (6): 729–735. DOI:10.1038/nm881. ISSN:1546-170X. PMID:12766765.
- Gilbert، S. C. (20 فبراير 1998). "Association of Malaria Parasite Population Structure, HLA, and Immunological Antagonism". Science. ج. 279 ع. 5354: 1173–1177. DOI:10.1126/science.279.5354.1173. ISSN:0036-8075. PMID:9469800.

## الحياة الشخصية
أنجب جيلبرت ثلاثة توائم في عام 1998. تخلى زوجها عن حياته المهنية ليكون مقدم الرعاية الأساسي لهم.

## الجوائز والتكريم
- جائزة الملك فيصل العالمية في الطب (2023). [40]